# Gonzalo del Bono
Gonzalo Roman del Bono (Rafaela, Argentina; 8 de febrero de 1981) es un futbolista argentino que se desempeñaba como delantero.

## Biografía
Hizo su debut como futbolista profesional a los 17 años jugando para Atlético Rafaela, bajo la dirección técnica de Jorge Ghiso. Pero recién con la llegada al club de Gustavo Alfaro logró obtener la continuidad que necesitaba para desplegar todo su talento. Un año después era adquirido por el empresario Gustavo Mascardi  y con la transferencia a River Plate, dirigido primero por Ramón Díaz (DT más ganador de la historia millonaria) y luego por Américo Gallego. Ese año el plantel de River contaba con numerosas figura como: Roberto Bonano, Diego Placente, Hernán Díaz, Roberto Trotta, Mario Yepes, Pablo Aimar, Andres D’Alessandro, Juan Pablo Angel, Nelson Cuevas, Sebastián Rambert, Javier Saviola.
Tras su regreso a Atlético Rafaela, logra por primera vez en la historia de este club, el ascenso a primera división y disputar durante la temporada (2003/04) esa categoría con la crema.
Con 24 años logra consagrarse como máximo goleador de la historia de la crema, récord que sigue manteniendo en la actualidad. 
Con 26 años pasa al Xerez C. D., club de 2.ª división de España donde a su llegada se lesiona gravemente la rodilla y le imposibilita jugar esa temporada.
Después de casi dos años, con una operación de rótula en el medio, vuelve a jugar profesionalmente en la temporada 2007/08. 
En el 2009 pasa a jugar en Crucero del Norte, donde asciende al Nacional B en 2012.  En ese periodo también juega en San Jorge y 9 de julio de Rafaela.
En 2014 y con 33 años deja el fútbol a causa de constantes molestias en la rodilla, en ese momento pasa a entrenar infantiles de Atlético Rafaela unos meses y luego se trasforma entrenador en inferiores de AFA EN 2015 hasta la actualidad.

## Clubes

### Como futbolista
| Club                  | País      | Año       |
| --------------------- | --------- | --------- |
| Atlético Rafaela      | Argentina | 1997-1999 |
| River Plate           | Argentina | 1999-2000 |
| Atlético Rafaela      | Argentina | 2000-2006 |
| Xerez CD              | España    | 2006-2007 |
| Atlético Rafaela      | Argentina | 2007-2008 |
| Crucero del Norte     | Argentina | 2009-2010 |
| Cañada Rosquín        | Argentina | 2010      |
| 9 de Julio de Rafaela | Argentina | 2011      |
| Crucero del Norte     | Argentina | 2011-2013 |
| 9 de Julio de Rafaela | Argentina | 2013      |

### Estadísticas como entrenador
| Equipo                     | Div.                 | Torneo                | Estadísticas | Estadísticas | Estadísticas | Estadísticas | Estadísticas | Estadísticas | Estadísticas | Estadísticas | Estadísticas |
| Equipo                     | Div.                 | Torneo                | PJ           | G            | E            | P            | GF           | GC           | DG           | Efectividad  | Puntos       |
| -------------------------- | -------------------- | --------------------- | ------------ | ------------ | ------------ | ------------ | ------------ | ------------ | ------------ | ------------ | ------------ |
| Atlético Rafaela Argentina | 2.ª                  |                       |              |              |              |              |              |              |              |              |              |
| Atlético Rafaela Argentina | 2.ª                  | Primera Nacional 2021 | 3            | 1            | 0            | 2            | 3            | 3            | 0            | 33.33%       | 3            |
| Atlético Rafaela Argentina | 2.ª                  | Primera Nacional 2022 | 2            | 0            | 1            | 1            | 2            | 3            | -1           | 16.67%       | 1            |
| Atlético Rafaela Argentina | Total                | Total                 | 5            | 1            | 1            | 3            | 5            | 6            | -1           | 26.67%       | 4            |
| Total en sus Equipos       | Total en sus Equipos | Total en sus Equipos  | 5            | 1            | 1            | 3            | 5            | 6            | -1           | 26.67%       | 4            |